# 드미트리 스트라호프
드미트리 블라디미로비치 스트라호프(러시아어: Дмитрий Владимирович Страхов, 1995년 5월 17일 ~ )은 러시아의 사이클 선수이다. 현재 UAE 프로팀 가즈프롬-러스벨로 소속으로 활동하고 있다.
3월 11일, 코로나바이러스감염증-19에 감염된 것으로 확인되었으며, 2020년 UAE 투어가 끝난 후 검역소에 이동된 후 아부다비의 병원에 입원한 것으로 알려졌다.